# Почти човек
„Почти човек“ (на английски: Almost Human) е американски фантастичен сериал, който стартира на 17 ноември 2013 г. в американската телевизионна мрежа по телевизия FOX, през сезон 2013 – 2013 г. Сериалът е създаден по идея на Дж. Х. Уаймън, за Бед Робот Продъкшънс и Уорнър Брос Телевижън. Изпълнителни продуценти са Дж. Х. Уаймън, Браян Бърк и Дж. Дж. Ейбрамс. След края на първи сезон, поради слаб зрителски интерес Fox прекратява сериала на 29 април 2014 г.

## Сюжет
През 2048 г., неконтрулируемото развитие на науката и технологията успява да повищи нивата на престъпност до невероятните 400%. За да се пребори с това, полицията прилага нова политика – всеки човек полицай трябва да бъде придружаван от боен модел човекоподобен андроид.
Джон Кенекс (Карл Ърбан) е проблемен детектив, който има основателна причина да мрази тези нови партньори роботи. Преди почти две години, Кенекс и отрядът му нападат скривалище на банда, наричаща се Инсиндиката, но са причакани там и са победени. Кенекс се опитва да спаси лошо раненият си партньор, но придружаващият ги логично мислещ андроид ги изоставя, тъй като пресмята, че шансовете за спасение на ранения са прекалено малки и не е „логично“ да го спасява. Последвалата експлозия откъсва крака на Кенекс и убива партньора му.
След като се събужда от 17 месечна кома, Кенекс трябва да свикне с кибернетичната протеза за крака и големите празноти в паметта, които той се опитва да запълни, като посещава Реколектор (лекар на чения пазар, който намира забравени спомени). Освен че се опитва да си спомни колкото се може повече за нападението и Инсиндиката, той също така стига до заключението, че е изоставен от приятелката си Анна.
По-късно Кенекс е възстановен като полицай от капитан Сандра Малдонадо (Лили Тейлър) и му е даден за партньор стандартна изработка МХ-43 андроид. Малко след това Кенекс го изхвърля от движещ се автомобил, след като андроида го заплашва да докладва странното му поведение. На Кенекс е назначен друг андроид, по-стар ДРН модел, който е свален от полицейското управление и е бил на път за трансфер за космическата станция. Създадени да бъдат най-близки до човек, ДРН андроидите имат проблеми със справянето със своите собствени емоции, което е и причината те да бъдат заменени от по-новите МХ модели. ДРН-ът на Кенекс, познат като Дориан (Майкъл Ийли), веднага доказва, че е уникален, като заявява ясно, че не харесва да се объщат към него със „синтетичен“, с много ясен и приятелски настроен сарказъм. Ключово за историята е развитието на връзката между Кенекс и Дориан.

## Роли и герои
- Карл Ърбан играе детектив Джон Кенекс, който загубва крака си след като „Синтетичен“ го е изоставил, тъй като той и партньорът му имат много малък щанс за оцеляване. Той се събужда по-късно след 17-месечна кома, за да разбере, че кракът му е бил заменен със синтетична протеза, и малко след това се връща на работа.
- Майкъл Ийли играе DRN-0167 наречен „Дориан“ – пенсиониран модел полицейски андроид от типа DRN. Той, или „Дориан“ се оказва уникален, и също така ненавижда термина „Синтетичен“.
- Минка Кели играе детектив Валъри Стал, която също е под управлението на Капитан Малдонадо, а също така представлява и любовен интерес за Кенекс. Тя е „Хромирана“ – човек, който е създаден чрез генно инженерство, за бъде перфектен и съвършен. Другите „Хромирани“ смятат избора ѝ на професия за загуба на потенциал.
- Макензи Круук играе техникът Руди Лом.
- Майкъл Ирби играе детектив Ричард Пол.
- Лили Тейлър играе Капитан Сара Малдонадо.

## Развитие и продукция в САЩ
Сериите първоначално са част от плана за развитие на канал Fox през септември 2012 г. През януари 2013 г. Fox дават зелена светлина за изготвянето на пилотен епизод.  На 8 май 2013 г. сериалът е добавен в програмата на телевизията за сезон 2013 – 2014 г. На 9 септември 2013 г. е обявено, че изпълнителния продуцент и съ-основател Нарен Шанкар, който се включва в състава на сериала след направата на пилотния епизод, ще напусне сериала, заради различия във вижданията с останалия колектив. Създателят Дж. Х. Уаймън остава единствения главен отговорник за работата по сериала.
Първоначално премиерата на сериала е насрочена за понеделник, 4 ноември 2013 г. Fox обявяват двуседмично закъснение и че вместо това сериалът ще започне със специално издание в неделя, 17 ноември, преди да бъде преместен в обичайния си времеви диапазон в понеделник, 18 ноември.
Редът, по който са излъчени епизодите по Fox се различават от този, който е искал Дж. Х. Уаймън – изпълнителния продуцент на педаването. Въпреки това, заради самата епизодичност на сериите, това не създава значително разминаване.